# Tir à l'arc aux Jeux paralympiques d'été de 1960
Navigation
Tokyo 2020
Les épreuves de tir à l'arc aux Jeux paralympiques d'été de 1960 se déroulent dans la ville de Rome. Il s'agit de la 1re apparition du Tir à l'arc aux Jeux paralympiques.
Huit finales figurent au programme de cette compétition (quatre masculine et quatre féminine)

## Médaillés

### Hommes
| Épreuves               | Or                      | Argent              | Bronze               |
| Ronde Britannique      | Camille Trouverie (FRA) | Delapietra (FRA)    | Carl Hepple (GBR)    |
| FITA                   | Jack Whitman (USA)      | Cliff Bradley (GBR) | Tony Potter (GBR)    |
| Ronde de Saint-Nicolas | Ross Sutton (AUS)       | Gérard Figoni (FRA) | Paul Sones (USA)     |
| Ronde de Windsor       | Jack Whitman (USA)      | Cliff Bradley (GBR) | van Puymbroeck (BEL) |

### Femmes
| Épreuves               | Or                      | Argent                | Bronze                |
| Ronde Britannique      | Margaret Maughan (GBR)  | Marc de Vos (BEL)     | Diana Gubbin (GBR)    |
| FITA                   | Margaret Harriman (RHO) | Kathleen Comley (GBR) | Robin Irvine (GBR)    |
| Ronde de Saint-Nicolas | Joan Horan (IRL)        | Daphne Ceeney (AUS)   | Christa Welger (GER)  |
| Ronde de Windsor       | Margaret Harriman (RHO) | Robin Irvine (GBR)    | Kathleen Comley (GBR) |

### Tableau des médailles
- Pays organisateur (Italie)

| Rang  | Nation          | Or | Argent | Bronze | Total |
| ----- | --------------- | -- | ------ | ------ | ----- |
| 1     | États-Unis      | 2  | 0      | 1      | 3     |
| 2     | Rhodésie        | 2  | 0      | 0      | 2     |
| 3     | Grande-Bretagne | 1  | 4      | 5      | 10    |
| 4     | France          | 1  | 2      | 0      | 3     |
| 5     | Australie       | 1  | 1      | 0      | 2     |
| 6     | Irlande         | 1  | 0      | 0      | 1     |
| 7     | Belgique        | 0  | 1      | 1      | 2     |
| 8     | Allemagne       | 0  | 0      | 1      | 1     |
| Total | Total           | 8  | 8      | 8      | 24    |